# 羽二重餅

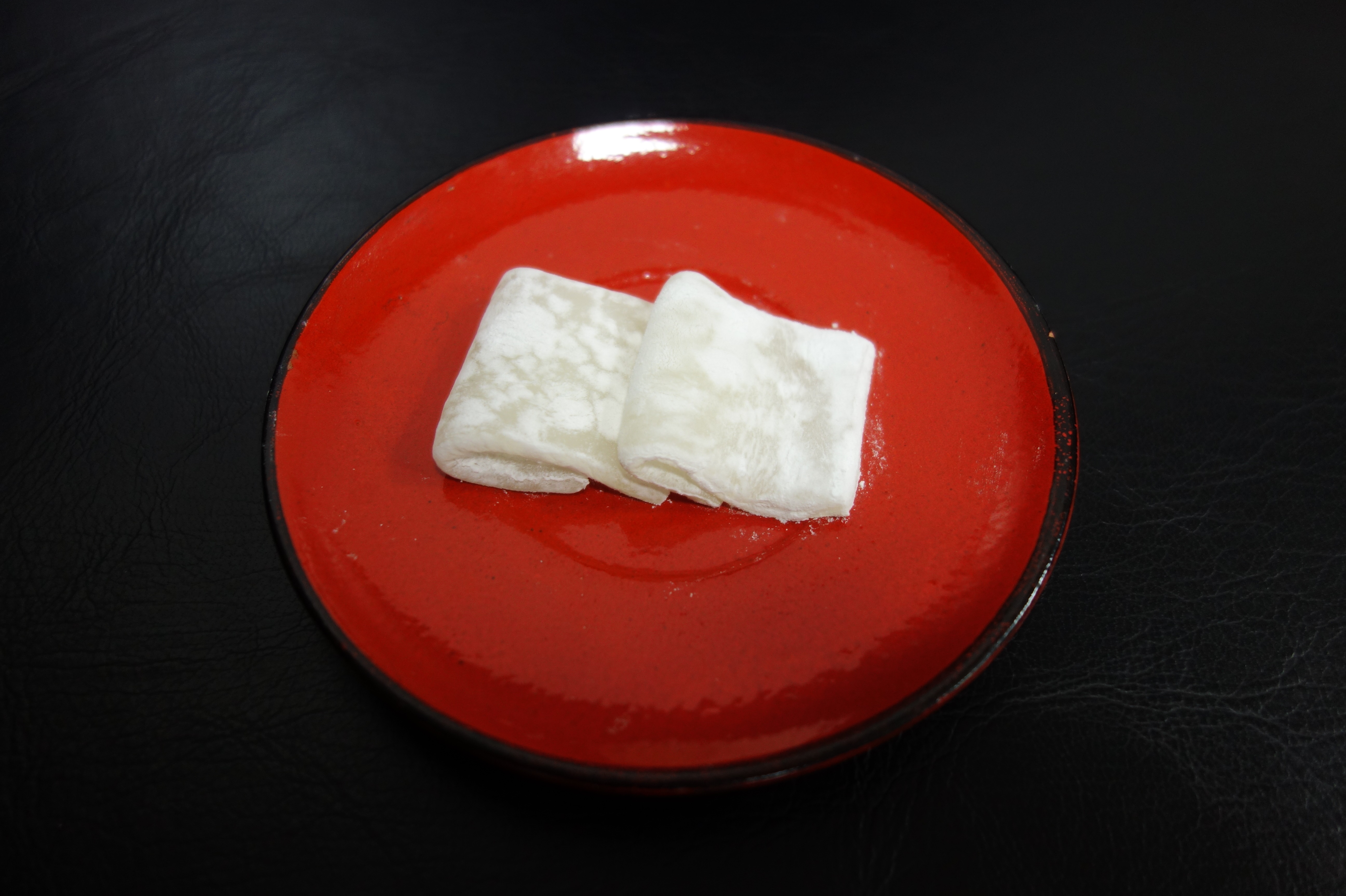
羽二重餅

羽二重餅（はぶたえもち）は、餅粉を蒸し、砂糖・水飴を加えて練り上げた、福井県の和菓子。
羽二重餅は、いわゆる求肥をそのまま菓子としたものである。江戸時代から福井県周辺地域の主な産業は繊維業であった。中でも羽二重は最高級の絹織物であり、明治以降の福井県を代表する製品で、生産量も日本一であった。その色合い、風合いに似せた和菓子として誕生したのが羽二重餅である。
福井県民に長く親しまれており、その誕生は古く江戸末期から明治とされるが、求肥や餅はそれ以前からあること、当時の権利意識や戦時中の空襲時に福井市の都市部は壊滅的な被害を受けて正確な資料が喪失していることから詳細は不明である。
そのためちんすこうなどと同じく商標権を持たない慣用商標となっており、「羽二重餅」は求肥菓子の代名詞として福井のみならず全国各地、日本国外においても製造販売されている。
ロッテの「雪見だいふく」は羽二重餅で氷菓を包んだものである。また、愛知県の「きよめ餅」、滋賀県・京都府の「走井餅」、山口県の舌鼓など、求肥・羽二重餅で餡を包んだ菓子は各地に多数存在する。